# Glenea astarte
Glenea astarte là một loài bọ cánh cứng trong họ Cerambycidae.